# Paravinculia
Paravinculia là một chi bướm đêm thuộc họ Pterophoridae.

## Các loài
- Paravinculia bolivari Capuse, 1987